# Marriage Encounter
Marriage Encounter is een wereldwijde organisatie van vrijwilligers die activiteiten organiseert om echtparen de mogelijkheid te bieden aan hun huwelijk te werken. Dit doet ze door via de internationale organisatie Worldwide Marriage Encounter en lokale afdelingen weekenden te organiseren waarbij een koppel door middel van presentaties en het bespreken ervan werkt aan communicatie met elkaar, romantiek en commitment. De organisatie ontstond in 1952 in Spanje en heeft nauwe banden met de Rooms-Katholieke Kerk (hoewel het concept ook breder navolging heeft gekregen). De weekenden worden in ongeveer 100 landen georganiseerd en claimen tot 2018 zo'n 2,5 miljoen deelnemers verwelkomd te hebben.

## Geschiedenis

### Ontstaan in Spanje
Het begin van Marriage Encounter ligt in december 1952. Paus Pius XII had een oproep gedaan tot kerkvernieuwing, ieder individu uitdagend om zichzelf af te vragen: wat kan ik persoonlijk voor deze vernieuwing doen? Het echtpaar Mercedes en Jaime Ferrer kwam bij de jonge priester Gabriel Calvo, met de vraag hoe ze God en mensen als een echtpaar konden dienen. In 1958 startte Calvo met achtentwintig echtparen uit een arme arbeidersbuurt het eerste Marriage Encounter weekend in de vorm van een conferentie aan de hand van een serie presentaties en vragen. Elke presentatie eindigde met een vraag die was bedoeld om het paar aan te moedigen naar de gepresenteerde concepten te kijken in termen van hun eigen relatie. Hij bracht echtparen met elkaar in gesprek op basis van gelijkwaardigheid, aan de hand van de notities die ze maakten.
In 1962 presenteerde pater Calvo de conferenties als weekend voor stellen in Barcelona. Dit was zeer succesvol en verspreidde zich snel door heel Spanje. Gedurende ongeveer 10 jaar reisden de 'huwelijksteams van Paus Pius XII' door Spanje met deze conferenties voor getrouwde stellen.

### Verenigde Staten
Calvo werd uitgenodigd om het weekend naar de Verenigde Staten te brengen. In 1966 richtten pater Calvo en een echtpaar de "International Confederation of Christian Family Movements" op in Caracas. Het concept verspreidde zich naar Latijns-Amerika en naar Spaanssprekende stellen in de Verenigde Staten. In 1967 presenteerde een paar en een priester het weekend aan zeven stellen en enkele priesters op de conventie van de Christian Family Movement aan de Notre Dame Universiteit. In de zomer van 1968 presenteerden 50 stellen en 29 priesters weekenden in de Verenigde Staten.
Rond januari 1969 werd een nationale raad van bestuur opgericht om de ontwikkeling van de beweging in de Verenigde Staten en Canada te coördineren. In de staat New York groeide de beweging snel onder leiding van pater Chuck Gallagher. In New York werd naast het weekend ook aandacht gegeven aan opvolging na het weekend. Zo werd een gemeenschap ingericht om de geleerde waarden tijdens het weekend te ondersteunen, met name voor de dialoog. Bovendien was de vernieuwing van het sacrament van het huwelijk een sterke focus, als middel om de katholieke kerk te vernieuwen.
In het najaar van 1971 werd besloten de Worldwide Marriage Encounter-ervaring in de Verenigde Staten en andere delen van de wereld te verspreiden. Teams reisden eerst naar Grand Forks in North Dakota, verzekerd van financiële steun, personeel en training door de organisatie in New York. Dit ging door tot een nieuwe eenheid zichzelf kon onderhouden. De enige voorwaarde was dat een eenheid, zodra deze zelfstandig was, nieuwe eenheden zou ondersteunen. In december vond verdere uitbreiding plaats in Santa Barbara (Californië).

### Naar Europa
Ongeveer gelijktijdig met de uitbreiding in Amerika, startte Worldwide Marriage Encounter zijn internationale expansie met teamkoppels die naar België en het Verenigd Koninkrijk werden gestuurd. Het Marriage Encounter Weekend wordt nu aangeboden in een groot aantal talen en dialecten in bijna 100 landen. In Europa is Marriage Encounter actief in een groot aantal landen, zoals: België, Engeland, Duitsland, Wales, Spanje, Frankrijk, Kroatië, Hongarije, Italië, Ierland, Nederland, Oostenrijk, Portugal, Zwitserland.

## Nederland en Vlaanderen
In Nederland zijn sinds 1976 twee zelfstandige afdelingen actief, een protestantse en een katholieke, waaruit ook een werkgroep voor stellen van gelijk geslacht is voortgekomen. Encounter Vlaanderen, ook sinds de jaren zeventig actief, werkt onder de naam 'Samen naar meer'.